# Atletica leggera ai XVII Giochi paralimpici estivi - 5000 metri piani maschili
Ai XVII Giochi paralimpici estivi le competizioni dei 5000 metri piani maschili si sono svolte tra il 30 e il 31 agosto 2024 presso lo Stade de France di Parigi.

## Risultati
Di seguito sono riportati i risultati delle finali di tutte le gare dei 5000 metri piani maschili per ogni classe di competizione. Maggiori dettagli sulle singole gare si trovano nelle pagine dedicate.

### T11
| Pos.    | Nome                            | Nazionalità | Tempo    | Note                          |
| ------- | ------------------------------- | ----------- | -------- | ----------------------------- |
| Oro     | Julio Cesar Agripino dos Santos | Brasile     | 14'48"85 | Record mondiale               |
| Argento | Kenya Karasawa                  | Giappone    | 14'51"48 | Record asiatico               |
| Bronzo  | Yeltsin Jacques                 | Brasile     | 14'52"61 | Miglior prestazione personale |

### T13
| Pos.    | Nome                           | Nazionalità                 | Tempo    | Note |
| ------- | ------------------------------ | --------------------------- | -------- | ---- |
| Oro     | Yassine Ouhdadi El Ataby (T13) | Spagna                      | 15'50"64 |      |
| Argento | Aleksandr Kostin (T12)         | Atleti Paralimpici Neutrali | 15'52"36 |      |
| Bronzo  | Anton Kuljatin (T12)           | Atleti Paralimpici Neutrali | 15'55"23 |      |